# Ainsley Switzer
Ainsley Switzer (12 gennaio 1978) è una schermitrice canadese.

## Palmarès
In carriera ha conseguito i seguenti risultati:
- Giochi Panamericani:

Guadalajara 2011: argento nella spada a squadre.